# FK Arkadag
Maillots
Actualités
FK Arkadag est un club de football professionnel basé à Arkadag, au Turkménistan. Fondé le 1er avril 2023 par Gurbanguly Berdimuhamedow, le deuxième président de la république du Turkménistan. Le club évolue en Ýokary Liga.
Dès sa première saison, l'Arkdakh a enchaîné les titres. Au niveau national, il a remporté le doublé (Ýokary Liga et Coupe du Turkménistan) à deux reprises en deux saisons. En Asie, l'équipe a remporté le titre du Challenge League de l'AFC dès sa première participation.
Le stade principal du FC Arkadag est le stade d'Arkadag, d'une capacité de 10 000 places. Le stade Nusaý était autrefois le terrain de jeu de l'équipe lors de certains matchs de la ligue.

## Histoire

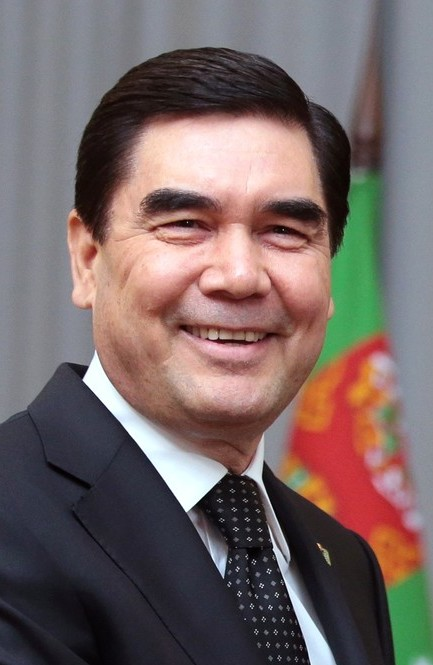
Gurbanguly Berdimuhamedow, deuxième président du Turkménistan, fondateur du club

FK Arkadag a été fondé à l'approche de la saison nationale 2023. De nombreux joueurs parmi les meilleurs du pays ont rejoint le club lors d'une période de transfert spécialement élargie pour permettre cela. En compétition dans la première division turkmène dès sa fondation, le club a subi les critiques des fans qui l'ont accusé d'être favorisé par les autorités dans la Ýokary Liga 2023. En novembre, Wladimir Baýramow est devenu le nouveau manager du FK Arkadag, recevant un contrat d'un an. C'est également ce mois-là que le logo de l'équipe avec l'image d'un cheval Akhal-Teké a été présenté,.
Le 3 décembre, Arkadag a remporté son premier titre de champion de la Ligue supérieure du Turkménistan, en battant Altyn Asyr 4-0, et a remporté les 24 matchs de championnat. L'équipe a marqué un total de 72 points avec une différence de buts de 83-17. Le meilleur buteur du club et de la ligue avec 27 buts était Didar Durdyev. Ils ont également obtenu une place dans les éliminatoires de la Ligue des champions 2 de l'AFC 2024-2025. Le 24 décembre 2023, Baýramow a guidé Arkadag vers son deuxième trophée, en battant FK Ahal Änew 3-0 en finale de la Coupe du Turkménistan au stade Arkadag. Pour la performance réussie de l'équipe lors de la saison 2023, le club a reçu un bus MAN.
En juin 2023, Arkadag a été autorisé à participer à la Challenge League de l'AFC. Le 7 octobre 2024, le champion en titre Arkadag a conservé avec succès son titre de champion après une victoire 5-1 contre FC Balkan. En Challenge League de l'AFC, Arkadag a intégré le groupe avec les Koweïtiens Al Arabi SC et les champions des Maldives et du Kirghizistan Maziya Sports and Recreation Club et Abdish-Ata Kant, respectivement. Son premier match a été une victoire 2-1 contre Maziya au stade Al Kuwait Sports Club de Koweït City. Le 29 octobre 2024, le FK Arkadag a enregistré une victoire surprise contre Abdish-Ata Kant en s'imposant 2-0.
Le 1er novembre 2024, l'équipe subit sa première défaite depuis sa création face à Al Arabi SC du Koweït lors de la troisième journée de la phase de poules de la Challenge League, mettant ainsi fin à une série de 61 victoires consécutives toutes compétitions officielles confondues (50 en Ýokary Liga, 9 en Coupe du Turkménistan et 2 en Challenge League de l'AFC), marquant ainsi la plus longue série de victoires de l'histoire du football. De plus, le club n'était qu'à un match d'égaler le record du monde de 62 matches sans défaite, détenu par le Celtic Football Club entre 1915 et 1917.
Cependant, cette série n'est pas reconnue par le Livre Guinness des records en raison de préoccupations concernant la gouvernance de la ligue. Le Livre Guinness des records reconnaît plutôt la série de 34 victoires d'Al-Hilal en 2023-2024. Le 10 mai 2025, Arkadag a remporté la première édition du Challenge League de l'AFC après avoir battu Preah Khan Reach FC (2-1) après prolongation en finale. Ils sont devenus la première équipe à se qualifier provisoirement pour la phase de groupes de la Ligue des champions 2 de l'AFC 2025-2026.

## Stade
Le stade d'Arkadag, d'une capacité de 10 000 places, est son stade principal. Le stade Nusaý accueillait autrefois le club lors de certains matchs de la Ýokary Liga.

## Entraîneurs
| Entraineur             | Période                                   |
| ---------------------- | ----------------------------------------- |
| Guwançmuhammet Öwekow  | 2023                                      |
| Begençmuhammet Kulyýew | 2023                                      |
| Wladimir Baýramow      | 2023–2025                                 |
| Didar Hajyýew          | 2024; Challenge League de l'AFC 2024-2025 |
| Dovletmyrat Annayev    | 2025                                      |
| Akhmet Allaberdiyev    | depuis 2025                               |

## Statistiques

### Palmarès
- Championnat du Turkménistan (2)
  - Champion: 2023[23], 2024[24]
- Coupe du Turkménistan (2)
  - Vainqueur: 2023, 2024
- Supercoupe du Turkménistan (1)
  - Vainqueur: 2024[25]
- Coupe de la Fédération du Turkménistan (1)
  - Vainqueur: 2025[26]
- Challenge League de l'AFC
  - Vainqueur: 2024-2025

### National
| Season | Ligue       | Ligue    | Ligue | Ligue | Ligue | Ligue | Ligue | Ligue | Ligue | Coupe du Turkménistan | Meilleur buteur | Meilleur buteur |
| Season | Division    | Position | J     | G     | N     | P     | Bp    | Bc    | Pts   | Coupe du Turkménistan | Joueur          | Buts            |
| ------ | ----------- | -------- | ----- | ----- | ----- | ----- | ----- | ----- | ----- | --------------------- | --------------- | --------------- |
| 2023   | Ýokary Liga | Champion | 24    | 24    | 0     | 0     | 83    | 17    | 72    | Vainqueur             | Didar Durdyýew  | 27              |
| 2024   | Ýokary Liga | Champion | 30    | 30    | 0     | 0     | 147   | 20    | 90    | Vainqueur             | Didar Durdyýew  | 31              |

### Continental
| Compétition               | J | G | N | P | Bp | Bc |
| ------------------------- | - | - | - | - | -- | -- |
| Challenge League de l'AFC | 8 | 6 | 0 | 2 | 14 | 8  |
| Total                     | 8 | 6 | 0 | 2 | 14 | 8  |

| Season    | Compétition               | Tour            | Club                | Domicile  | Exterieur | Agrégat   |
| --------- | ------------------------- | --------------- | ------------------- | --------- | --------- | --------- |
| 2024-2025 | Challenge League de l'AFC | Groupe B        | Maziya Sports       | 2–1       | 2–1       | 1er       |
| 2024-2025 | Challenge League de l'AFC | Groupe B        | Abdish-Ata Kant     | 2–0       | 2–0       | 1er       |
| 2024-2025 | Challenge League de l'AFC | Groupe B        | Al Arabi SC         | 2–3       | 2–3       | 1er       |
| 2024-2025 | Challenge League de l'AFC | Quart de finale | East Bengal FC      | 2–1       | 1–0       | 3–1       |
| 2024-2025 | Challenge League de l'AFC | Demi-finale     | Al Arabi SC         | 0–2       | 3–0       | 3–2       |
| 2024-2025 | Challenge League de l'AFC | Finale          | Preah Khan Reach FC | 2–1 a. p. | 2–1 a. p. | 2–1 a. p. |

## Couleurs

### Tenue
La tenue traditionnelle du FC Arkadag pour le domicile est composée principalement de vert et de blanc. Le deuxième ensemble de tenues est entièrement vert avec des éléments blancs.
| Période     | Marque | Parrainage                           |
| ----------- | ------ | ------------------------------------ |
| Depuis 2023 | Jako   | Administration de la ville d'Arkadag |

### Emblèmes
L'écusson du club représente un cheval Akhal-Teké déchaîné sur fond de montagnes Kopet-Dag. Le logo utilise des couleurs blanches et bleues.

Emblème officiel du FK Arkadag